# Scotiptera varipennis
Scotiptera varipennis là một loài ruồi trong họ Tachinidae.